# Gran Premio di Turchia
Il Gran Premio di Turchia è una gara automobilistica di Formula 1 che si è svolta dal 2005 al 2011 e tra il 2020 e il 2021 sul circuito di Istanbul.

## Storia
L'edizione inaugurale del 2005 ha visto pole position e vittoria di Kimi Räikkönen su McLaren, mentre il vincitore dal 2006 al 2008 è stato Felipe Massa su Ferrari; nel 2009, 2010 e 2011 a tagliare per primi il traguardo furono rispettivamente Jenson Button su Brawn, Lewis Hamilton su McLaren e Sebastian Vettel su Red Bull. Le edizioni 2020 e 2021 hanno visto invece trionfare Lewis Hamilton e Valtteri Bottas su Mercedes.
Nel corso della premiazione della gara del 2006, il trofeo per il vincitore fu consegnato da Mehmet Ali Talat, indicato dalla televisione come presidente della Repubblica Turca di Cipro del Nord, entità statale riconosciuta solo dalla Turchia. La FIA ha poi investigato sul caso che avrebbe violato la neutralità politica delle cerimonie di premiazione; l'identità della persona che avrebbe dovuto consegnare il premio, sarebbe stata modificata all'ultimo istante, togliendo così alla FIA la possibilità di controllare la procedura. L'episodio avrebbe potuto mettere in dubbio il futuro del gran premio cosìccome la tappa del Mondiale Rally; alla fine la FIA punì la Turchia con una multa di 5 milioni di dollari.
Alla luce dello scarso numero di spettatori per l'edizione 2009, poco sopra i 30.000, alcuni team manager dei top team hanno espresso il loro rammarico; la scarsa vendita dei biglietti, ancor peggio della stagione precedente, demoralizza le scuderie e nuoce all'immagine della Formula 1. Per questi motivi, è stato proposto a Bernie Ecclestone di rivedere i suoi impegni con la dirigenza del tracciato anche per tentare di avanzare delle manovre atte al miglioramento della situazione; in caso contrario questa "splendida cattedrale nel deserto", cosìccome l'ha definita Flavio Briatore, sarebbe solo un considerevole dispendio di risorse. Lo svolgimento della gara per la stagione 2012 è stato messo in dubbio a causa del mancato accordo tra l'organizzazione e Bernie Ecclestone; il presidente della Camera di Commercio di Istanbul Murat Yalcintas ha dichiarato che gli organizzatori hanno rifiutato la richiesta di Ecclestone di raddoppiare la tassa per l'organizzazione a 26 milioni di dollari. Nella versione definitiva del calendario per la stagione 2012, le gare raggiungono il numero record di venti ma viene confermata l'esclusione della Turchia.
Nel 2013, in seguito alla mancata effettuazione della gara nel New Jersey, si è prospettata la possibilità di un rientro in calendario del gran premio non disputato nel 2012; l'ipotesi di un ritorno sul tracciato dell'Istanbul Park, è stata però successivamente abbandonata anche per la mancata partecipazione finanziaria del governo turco al progetto. Nel 2015 il tracciato viene acquistato da una compagnia di noleggio locale e trasformato in una concessionaria di auto usate.
Nella stagione 2020 il Gran Premio viene aggiunto al calendario iridato dalla FIA, per garantire un certo numero di gare durante il campionato, condizionato dalla pandemia di COVID-19, segnando a distanza di nove anni il suo ritorno nel campionato mondiale.
Il Gran Premio viene confermato anche per la stagione 2021, in sostituzione del Gran Premio del Canada annullato a causa della pandemia. Successivamente il Gran Premio viene posticipato a causa delle restrizioni imposte dal Regno Unito ai viaggiatori provenienti dalla Turchia per via delle problematiche dettate dalla pandemia di COVID-19, venendo sostituito dal Gran Premio di Stiria. Il mese successivo il Gran Premio viene reinserito in calendario in sostituzione della cancellazione del Gran Premio di Singapore, sempre a causa della pandemia.

## Sponsor
- 2005, 2010: nessuno sponsor ufficiale
- 2006-2008: Petrol Ofisi
- 2009: ING
- 2011, 2020: DHL
- 2021: Rolex

## Albo d'oro della Formula 1
| Anno        | Circuito      | Pilota           | Vettura          | Resoconto     |
| ----------- | ------------- | ---------------- | ---------------- | ------------- |
| 2005        | Istanbul      | Kimi Räikkönen   | McLaren-Mercedes | Resoconto     |
| 2006        | Istanbul      | Felipe Massa     | Ferrari          | Resoconto     |
| 2007        | Istanbul      | Felipe Massa     | Ferrari          | Resoconto     |
| 2008        | Istanbul      | Felipe Massa     | Ferrari          | Resoconto     |
| 2009        | Istanbul      | Jenson Button    | Brawn-Mercedes   | Resoconto     |
| 2010        | Istanbul      | Lewis Hamilton   | McLaren-Mercedes | Resoconto     |
| 2011        | Istanbul      | Sebastian Vettel | Red Bull-Renault | Resoconto     |
| 2012 - 2019 | Non disputato | Non disputato    | Non disputato    | Non disputato |
| 2020        | Istanbul      | Lewis Hamilton   | Mercedes         | Resoconto     |
| 2021        | Istanbul      | Valtteri Bottas  | Mercedes         | Resoconto     |

## Statistiche
Le statistiche si riferiscono alle sole edizioni valide per il campionato del mondo di Formula 1 e sono aggiornate al Gran Premio di Turchia 2021.

### Vittorie per pilota
| Pos. | Pilota           | Vittorie |
| ---- | ---------------- | -------- |
| 1    | Felipe Massa     | 3        |
| 2    | Lewis Hamilton   | 2        |
| 3    | Kimi Räikkönen   | 1        |
| =    | Jenson Button    | 1        |
| =    | Sebastian Vettel | 1        |
| =    | Valtteri Bottas  | 1        |

### Vittorie per costruttore
| Pos. | Costruttore | Vittorie |
| ---- | ----------- | -------- |
| 1    | Ferrari     | 3        |
| 2    | McLaren     | 2        |
| =    | Mercedes    | 2        |
| 4    | Brawn       | 1        |
| =    | Red Bull    | 1        |

### Vittorie per motore
| Pos. | Motore   | Vittorie |
| ---- | -------- | -------- |
| 1    | Mercedes | 5        |
| 2    | Ferrari  | 3        |
| 3    | Renault  | 1        |

### Pole position per pilota
| Pos. | Pilota           | Pole |
| ---- | ---------------- | ---- |
| 1    | Felipe Massa     | 3    |
| 2    | Sebastian Vettel | 2    |
| 3    | Kimi Räikkönen   | 1    |
| =    | Mark Webber      | 1    |
| =    | Lance Stroll     | 1    |
| =    | Valtteri Bottas  | 1    |

### Pole position per costruttore
| Pos. | Costruttore  | Pole |
| ---- | ------------ | ---- |
| 1    | Ferrari      | 3    |
| =    | Red Bull     | 3    |
| 3    | McLaren      | 1    |
| =    | Racing Point | 1    |
| =    | Mercedes     | 1    |

### Pole position per motore
| Pos. | Motore   | Pole |
| ---- | -------- | ---- |
| 1    | Ferrari  | 3    |
| =    | Renault  | 3    |
| =    | Mercedes | 3    |

### Giri veloci per pilota
| Pos. | Pilota             | GPV |
| ---- | ------------------ | --- |
| 1    | Kimi Räikkönen     | 2   |
| 2    | Michael Schumacher | 1   |
| =    | Juan Pablo Montoya | 1   |
| =    | Jenson Button      | 1   |
| =    | Vitalij Petrov     | 1   |
| =    | Mark Webber        | 1   |
| =    | Lando Norris       | 1   |
| =    | Valtteri Bottas    | 1   |

### Giri veloci per costruttore
| Pos. | Costruttore | GPV |
| ---- | ----------- | --- |
| 1    | Ferrari     | 3   |
| 2    | McLaren     | 2   |
| 3    | Brawn       | 1   |
| =    | Renault     | 1   |
| =    | Red Bull    | 1   |
| =    | Mercedes    | 1   |

### Giri veloci per motore
| Pos. | Motore   | GPV |
| ---- | -------- | --- |
| 1    | Ferrari  | 3   |
| =    | Renault  | 3   |
| =    | Mercedes | 3   |

### Podi per pilota
| Pos. | Pilota             | Podi |
| ---- | ------------------ | ---- |
| 1    | Fernando Alonso    | 4    |
| 2    | Kimi Räikkönen     | 3    |
| =    | Felipe Massa       | 3    |
| =    | Mark Webber        | 3    |
| =    | Lewis Hamilton     | 3    |
| =    | Sebastian Vettel   | 3    |
| 7    | Jenson Button      | 2    |
| =    | Sergio Pérez       | 2    |
| 9    | Juan Pablo Montoya | 1    |
| =    | Michael Schumacher | 1    |
| =    | Valtteri Bottas    | 1    |
| =    | Max Verstappen     | 1    |

### Podi per costruttore
| Pos. | Costruttore  | Podi |
| ---- | ------------ | ---- |
| 1    | Ferrari      | 8    |
| 2    | Red Bull     | 7    |
| 3    | McLaren      | 6    |
| 4    | Renault      | 2    |
| =    | Mercedes     | 2    |
| 6    | Brawn        | 1    |
| =    | Racing Point | 1    |

### Podi per motore
| Pos. | Motore   | Podi |
| ---- | -------- | ---- |
| 1    | Mercedes | 10   |
| 2    | Ferrari  | 8    |
| 3    | Renault  | 7    |
| 4    | Honda    | 2    |

### Punti per pilota
| Pos. | Pilota           | Punti |
| ---- | ---------------- | ----- |
| 1    | Lewis Hamilton   | 84    |
| 2    | Sebastian Vettel | 46    |
| 3    | Jenson Button    | 45    |
| 3    | Fernando Alonso  | 44    |
| 4    | Mark Webber      | 43    |
| 5    | Felipe Massa     | 39    |
| 7    | Sergio Pérez     | 33    |
| 8    | Nico Rosberg     | 27    |
| 9    | Max Verstappen   | 26    |
| =    | Valtteri Bottas  | 26    |

### Punti per costruttore
| Pos. | Costruttore  | Punti |
| ---- | ------------ | ----- |
| 1    | Red Bull     | 124   |
| 2    | McLaren      | 122   |
| 3    | Ferrari      | 121   |
| 4    | Mercedes     | 93    |
| 5    | Renault      | 49    |
| 6    | Racing Point | 20    |
| 7    | BMW          | 17    |
| 8    | Toyota       | 11    |
| 9    | Brawn        | 10    |
| 10   | AlphaTauri   | 8     |

### Punti per motore
| Pos. | Motore   | Punti |
| ---- | -------- | ----- |
| 1    | Mercedes | 234   |
| 2    | Renault  | 139   |
| 3    | Ferrari  | 125   |
| 4    | Honda    | 65    |
| 5    | Toyota   | 18    |
| 6    | BMW      | 17    |
| 7    | Cosworth | 3     |